# 2025年世界武术锦标赛
2025年世界武术锦标赛即第17届世界武术锦标赛。赛事将于2025年8月31日至9月7日在巴西首都巴西利亚举行。

## 申办与筹备
在美国沃斯堡举行的2023年世界武术锦标赛期间，在国际武联（IWUF）代表大会上，来自巴西、菲律宾和中国澳门的代表团提交了申办接下来几届世界武术锦标赛的提案。最终，巴西巴西利亚以全票赢得第17届世界武术锦标赛的主办权。这将是世界武术锦标赛首次在拉丁美洲举行，也是自武术项目亮相于哥伦比亚卡利举行的2013年世界运动会以来，首次有大型国际武术比赛在南美洲举行。此前，巴西曾主办2018年世界青少年武术锦标赛和2022年泛美武术锦标赛。

## 奖牌榜
*   主办国家/地区（巴西）
| 排名                     | 国家 / 地区              | 金牌 | 銀牌 | 銅牌 | 总计 |
| ------------------------ | ------------------------ | ---- | ---- | ---- | ---- |
| 1                        | 巴西（BRA）*             | 0    | 0    | 0    | 0    |
| 总计（共1个国家 / 地区） | 总计（共1个国家 / 地区） | 0    | 0    | 0    | 0    |

## 奖牌得主

### 男子套路
| 项目 | 金牌 | 银牌 | 铜牌 |
|      |      |      |      |

### 女子套路
| 项目 | 金牌 | 银牌 | 铜牌 |
|      |      |      |      |

### 男子散打
| 项目 | 金牌 | 银牌 | 铜牌 |
|      |      |      |      |

### 女子散打
| 项目 | 金牌 | 银牌 | 铜牌 |
|      |      |      |      |